# Ornithoboea wildeana
Ornithoboea wildeana är en tvåhjärtbladig växtart som beskrevs av William Grant Craib. Ornithoboea wildeana ingår i släktet Ornithoboea och familjen Gesneriaceae. Inga underarter finns listade i Catalogue of Life.